# Stazione di Fanzolo
La stazione di Fanzolo è una stazione ferroviaria posta sulla linea Calalzo-Padova. Serve il centro abitato di Fanzolo, frazione del comune di Vedelago.

## Movimento
La stazione è servita da treni regionali svolti da Trenitalia nell'ambito del contratto di servizio stipulato con le regioni interessate.